# Grotta di Misliya
La grotta di Misliya (in ebraico: מערת מיסליה) è un sito archeologico ubicato nel monte Carmelo, in Israele. È nota per la scoperta, descritta nel 2018, di quelli che sarebbero i più antichi fossili di Homo sapiens finora rinvenuti fuori dall'Africa.

## I reperti
I reperti fossili, rinvenuti da un team internazionale di ricercatori guidati da Israel Hershkovitz dell'Università di Tel Aviv, appartengono ad un ominino adulto e consistono di una mascella con dentizione sinistra (dal primo incisivo al terzo molare) con parte del palato e delle pareti delle cavità nasali. L'analisi morfometrica bidimensionale e tridimensionale ha permesso di individuare nella mascella e nella dentizione tratti non attribuibili ad Homo neanderthalensis e ad altre specie del genere Homo, confermando l'appartenenza dei reperti al range anatomico dell'uomo moderno.
Sottoposti ad indagine con metodo di datazione uranio-torio, con risonanza magnetica e con termoluminiscenza, i fossili sono stati collocati in una fascia temporale compresa tra 177 000 e 194 000 anni fa; tali dati rendono possibile anticipare di almeno 50 000 anni l'uscita di Homo sapiens dall'Africa rispetto a quanto ritenuto finora in base ai ritrovamenti dei siti di Es Skhul e Qafzeh (90 000-120 000 anni fa).
La scoperta è stata descritta dagli autori su Science nel gennaio 2018.